# Derby calcistici in Russia
Questa è una lista dei principali derby calcistici in Russia.
- Derby di Mosca:
  - Derby di Russia: Spartak Mosca-Dinamo Mosca[1]
  - Derby principale di Mosca: Spartak Mosca-CSKA Mosca
  - Qualsiasi partita tra Torpedo Mosca, Spartak Mosca, CSKA Mosca, Lokomotiv Mosca e Dinamo Mosca[2][3][4][5][6]
  - Derby del distretto amministrativo meridionale di Mosca: FC Chertanovo Mosca-FC Torpedo Mosca
- Derby delle due capitali:
  - Spartak Mosca-Zenit San Pietroburgo[7]
  - Dinamo Mosca-Zenit San Pietroburgo[8]
  - CSKA Mosca-Zenit San Pietroburgo
- Derby di San Pietroburgo:
  - Tradizionale: Dinamo San Pietroburgo-Zenit San Pietroburgo
  - Nuovo: FK Tosno / FK Leningradets-Zenit San Pietroburgo
- Derby del Baltico:Zenit San Pietroburgo-Baltika Kaliningrad
- Derby del Volga:
  - Rubin Kazan-Krylija Sovetov Samara[9]
  - Volga Uljanovsk-Volga Nizhniy Novgorod[10]
- Derby siberiano: Tom Tomsk vs. Sibir Novosibirsk vs. Tjumen[11][12][13]
  - Qualsiasi partita tra Novokuzneck, Irtyš ed Enisej
- Derby di Krasnodar: Kuban Krasnodar-FC Krasnodar[14]
- Derby dell'Anello d'oro: Shinnik Yaroslavl vs. Tekstilščik Ivanovo vs. Torpedo Vladimir
- Derby dell'Estremo oriente: Luch-Energia Vladivostok-SKA-Chabarovsk[15]
- Derby degli Urali: Ural vs. Amkar vs. Orenburg
- Derby di Rostov sul Don: Rostov-SKA
- Derby di Kostroma: Spartak Kostroma-Dinamo Kostroma
- Derby caucasico: Akhmat-Anzhi
- Derby di Makhachkala: Anzhi vs Dinamo Makhachkala vs Legion-Dinamo vs Makhachkala
- Derby di Volgograd: Rotor vs. Olimpiya vs. Volgograd
- Derby del Tatarstan:
  - Qualsiasi partita tra KAMAZ, Neftekhimik e Rubin Kazan
- Derby dell'oblast' di Mosca:
  - Qualsiasi partita tra FC Saturn Ramenskoye, FC Khimki e FC Vityaz Podolsk
  - Derby della parte nordoccidentale della regione di Mosca: Zorkij Krasnogorsk-FC Khimki
- Derby regionali di Chernozem e della Russia centrale:
  - Qualsiasi partita tra Avangard Kursk, Dynamo Bryansk, Oryol, Salyut, Metallurg Lipetsk, FC Fakel Voronezh, Avangard Kursk, FC Tambov (earlier FC Spartak Tambov).
  - Derby Lipeck–Mosca: FK Metallurg Lipeck-FC Vityaz Podolsk
  - Derby Tula–Orël: FC Arsenal Tula-FK Orël
- Derby dell'oblast' di Kaluga: FC Kaluga-FC Kvant Obninsk, precedentemente Lokomotiv Kaluga-FC Obninsk
- Derby dell'oblast' di Lipeck: FK Metallurg Lipeck-FC Yelets
- Derby dell'oblast' di Voronež: Fakel Voronezh-Lokomotiv Liski
- Derby dell'oblast' di Pskov: FC Pskov-747 / FC Pskov-2000 (FC Pskov, FC Mashinostroitel Pskov)-FC Luki-Energiya Velikiye Luki